# Rose (carte à jouer)
Pour les articles homonymes, voir Rose.

Exemple d'enseigne de rose.

La rose est une enseigne de cartes à jouer, l'une des quatre enseignes suisses avec le bouclier, le gland et le grelot.

## Caractéristiques
La rose est représentée par une fleur stylisée jaune, à six feuilles et au pistil orangé.
En allemand, la rose est appelée Rosen. Elle correspond au cœur des enseignes françaises et allemandes.

## Historique
La rose a pour origine l'enseigne de coupe des enseignes latines.